# Elecciones legislativas de Costa Rica de 1953
Las elecciones legislativas de 1953 se realizaron el 26 de julio de ese año simultáneamente con las elecciones presidenciales. En estos comicios quedaron electos diputados los futuros presidentes Mario Echandi Jiménez y Francisco José Orlich Bolmarcich.
Participaron solamente cuatro partidos; Liberación Nacional, Demócrata, Unión Nacional y a nivel provincial de San José, Republicano Independiente, todos los cuales consiguieron representación parlamentaria.
Los comunistas intentaron fundar un partido llamado Progresista Independiente pero fue ilegalizado por el Congreso doce días antes de las elecciones argumentando que entre los adherentes se encontraban militantes del Partido Comunista y que la Constitución prohibía la inscripción de partidos de izquierda.
El calderonismo se encontraba en similar situación, aunque su prohibición no era oficial, sin embargo el antiguo Partido Republicano Nacional estaba desarticulado de facto, aunque el Republicano "Independiente" pudo presentar candidatos a diputados.

## Diputados
Los diputados electos fueron:

### Provincia de San José
| 1. Francisco José Orlich Bolmarcich 2. Otto Cortés Fernández 3. Gonzalo Facio Segreda 4. Francisco Jiménez Rodríguez 5. María Teresa Obregón Zamora 6. Oldemar Chavarría Chinchilla 7. Ana Rosa Chacón González 8. Luis Bonilla Castro 9. Gonzalo Castillo Rojas 10. Manuel Antonio Quesada Chacón 11. Jorge Volio Jiménez 12. Julio Muñoz Fonseca 13. Guillermo Jiménez Ramírez 14. Otón Acosta Jiménez 15. Manuel Escalante Durán 16. Mario Echandi Jiménez 1. Rafael Solórzano Saborío 2. José Luis Molina Quesada 3. Mario Salazar Fábrega 4. Franklin Solórzano Salas 5. Rafael Ángel Valladares Mora | Provincia de Heredia Propietarios Uladislao Gámez Solano Dubilio Argüello Villalobos Alfredo Vargas Fernández Suplente Guillermo Chaverri Benavides Provincia de Guanacaste Propietarios Carlos Alberto Salazar Baldioceda Eugenio Vargas Ugalde Manuel Antonio Mora Rodríguez Rafael Hurtado Aguirre Sergio Cubillo Aguilar Suplente Isaías Morales Obando Provincia de Puntarenas Propietarios Rafael París Steffens Rafael Ortiz Róger Carlos Manuel Vicente Castro Manuel Campos Jiménez Malaquías Jiménez Solano Suplente Ricardo Carballo Murillo Provincia de Limón Propietarios William Reuben Aguilera Mariano Zúñiga Odio Suplente Alex Curling Delisser |